# Accezione
Il termine "accezione" indica ciascuno dei differenti significati di una parola ovvero il significato che una data parola assume in un contesto.
Due vocaboli con significato diverso ma uguale etimo propriamente rappresentano due accezioni del medesimo lessema (in tal caso il lessema è polisemico). Di norma, sul dizionario, tali lessemi sono raggruppati sotto il medesimo lemma e segnalati con numeri arabi (ad esempio, re nel senso di sovrano e re nel senso di carta da gioco). In qualche caso, i moderni lessicografi scelgono di trattare in lemmi separati lessemi che hanno sì lo stesso etimo, ma, in prospettiva sincronica, sono sentiti troppo distanti dai parlanti (ad esempio, calcolo nel senso di operazione matematica e calcolo nel senso medico di concrezione di sali: i due termini derivano entrambi da călculu(m), 'sassolino').
In italiano, il termine accezione ha una buona diffusione, mentre i corrispettivi francese (acception) e inglese (acceptation) sono di uso raro. In quest'ultima lingua, i diversi significati delle parole polisemiche individuati nelle definizioni dei dizionari sono detti senses.